# Беспроводная ad-hoc-сеть
Беспроводная ad-hoc-сеть (беспроводная динамическая сеть, беспроводная самоорганизующаяся сеть) — децентрализованная беспроводная сеть, не имеющая постоянной структуры. Клиентские устройства соединяются «на лету», образуя собой сеть. Каждый узел сети пытается переслать данные, предназначенные другим узлам. При этом определение того, какому узлу пересылать данные, производится динамически, на основании связности сети. Это является отличием от проводных сетей и управляемых беспроводных сетей, в которых задачу управления потоками данных выполняют маршрутизаторы (в проводных сетях) или точки доступа (в управляемых беспроводных сетях).
Первыми беспроводными самоорганизующимися сетями были сети «packet radio» начиная с 1970-х годов, финансируемые DARPA после проекта ALOHAnet.

## Применение
Минимальное конфигурирование и быстрое развёртывание позволяет применять самоорганизующиеся сети в чрезвычайных ситуациях таких как природные катастрофы и военные конфликты.
В зависимости от критерия беспроводные самоорганизующиеся сети могут быть классифицированы следующим образом: по иерархии (одноранговые, mesh-сети — сети с ячеистой топологией), по применению (беспроводная сенсорная сеть, транспортная ad hoc-сеть), по мобильности (мобильные самоорганизующиеся сети).

## Безопасность в беспроводных самоорганизующихся сетях
Из-за динамически меняющейся топологии сети и отсутствия централизованного управления, данный вид сетей уязвим для ряда атак. Поэтому аспект безопасности является очень важным в таких сетях.

## Технологии, используемые при построении беспроводных самоорганизующихся сетей
- Bluetooth (IEEE 802.15.1)
- WiFi (IEEE 802.11)
- ZigBee (IEEE 802.15.4)
- ONE-NET
- Wideband Networking Waveform